# Albany (London)
Albany ist eine der exklusivsten Wohnanlagen in der britischen Hauptstadt London. Sie liegt westlich des Piccadilly Circus an einer der Hauptarterien des Londoner Westends, Piccadilly, und zwar nördlich des Palastviertels um den St James’s Palace.

## Zur Architekturgeschichte

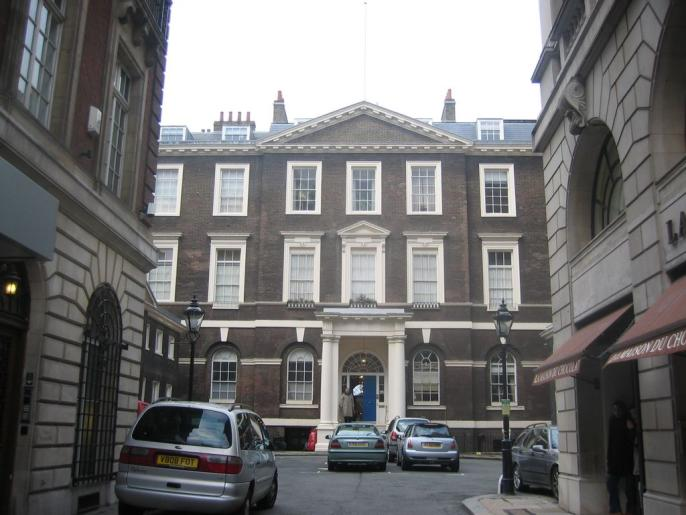
Die Hausfassade im Jahr 2004

Nach Abriss eines 1670 für Sir Thomas Clarges errichteten Vorgängerbaus wurde das Hauptgebäude Melbourne House des heutigen Albany mit seiner klassizistischen Fassade 1771 bis 1774 vom Hofarchitekten Sir William Chambers für Lord Melbourne an der heutigen Adresse Albany, Piccadilly, London, W1 errichtet.
1791 tauschte dieser das Albany mit Frederick Augustus, Duke of York and Albany, dem Sohn König Georgs III., als dieser Friederike von Preußen heiratete. Das Tauschobjekt des Dukes war Dover House, heute Teil des Scotland Office. Nach dem neuen Besitzer erhielt das Gebäude seinen heutigen Namen.
1802 kaufte Alexander Copland das Albany und beauftragte den Architekten Henry Holland, dem Haupthaus (The Mansion) zur Gartenseite hin zwei Seitenflügel anzugliedern. Diese wurden durch den berühmten Rope Walk verbunden, einen überdachten, von der damaligen Chinamode inspirierten Privatweg. Das Albany als Wohnkonzept war zu diesem Zeitpunkt in England ein absolutes Novum: Mehrfamilienhäuser für Wohlhabende setzten sich erst Mitte des 19. Jahrhunderts durch. Mit dem Albany wurde die Tradition des bachelor flat begründet, die dieses wie kein zweites verkörpert: angesiedelt fast ausschließlich im Clubland von St. James's und bis 1914 in größerer Anzahl errichtet.
Die Anordnung der 1803 eingeweihten Wohnanlage, die unter Denkmalschutz steht, erinnert an die alten Colleges von Oxford und Cambridge (Lord Macaulay: „... college life at the West-end of London“) und die Londoner Inns of Court. Eine besondere, langjährige Verbindung besteht zu Peterhouse, dem ältesten College der Universität Cambridge. Der Botaniker William Stone, Vorbild für die Hauptfiguren von zwei Dramen und einer Sherlock-Holmes-Geschichte, hinterließ bei seinem Tode 1958 seinem alten College 34 Wohnungen (sets of chambers) im Albany, eine weniger als die Hälfte der Gesamtzahl. Er hatte sie im Laufe seines langen Lebens „gesammelt“.
Die einzige Einzimmerwohnung (The Mezz, Kurzform für The Mezzanine flat) über der Pförtnerloge wurde nach dem Zweiten Weltkrieg durch Einziehen einer Zwischendecke gewonnen und war die erste Londoner Wohnung von Antony Armstrong-Jones, 1. Earl of Snowdon. Alle anderen Wohnungen tragen als Teil der Adresse einen Buchstaben von A (The Mansion) bis L (J ist ausgenommen) gefolgt von einer Ziffer von 1 bis 6, also von A 1 bis L 6.

## Bewohner des Albany

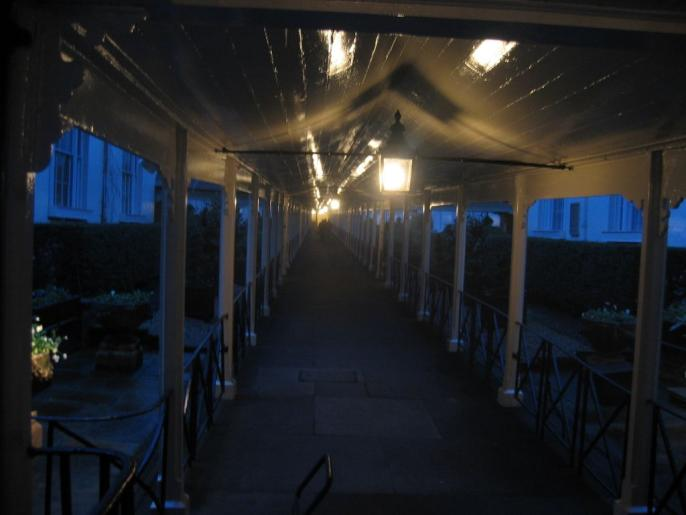
Der Rope Walk

Die Bewohner des Albany und deren nicht minder berühmte Besucher (William Wordsworth, Jane Austen, Charles Dickens, Benjamin Disraeli, Oscar Wilde, William Morris, der ein set vollständig ausgestaltete, Dante Gabriel Rossetti, Aubrey Beardsley, Cecil Rhodes, Émile Zola, Mark Twain, Henry James, Arthur Conan Doyle, William Butler Yeats, Rudyard Kipling, Somerset Maugham, Noël Coward, Winston Churchill, Prinzessin Diana u. a.) spiegeln bis heute die Kultur- und Geistesgeschichte Großbritanniens wider.
Zu den berühmten Bewohnern der Vergangenheit gehörten:
- Lord Byron,
- sechs Premierminister von George Canning über William Lamb, 2. Viscount Melbourne, Henry John Temple, 3. Viscount Palmerston und William Ewart Gladstone bis zu Sir Edward Heath und Lady Thatcher (1990, nach Räumung ihrer Dienstwohnung 10 Downing Street),
- die Historiker Lord Macaulay und Lord Acton,
- Schriftsteller wie Edward Bulwer-Lytton, 1. Baron Lytton, Aldous Huxley, Sybille Bedford, Graham Greene, Evelyn Waugh, Sir Harold Nicolson, Nigel Nicolson, Alan Pryce-Jones, Cyril Ray, Malcolm Muggeridge, Georgette Heyer, Margery Sharp, Bruce Chatwin,
- die Autorin und Herausgeberin Fleur Cowles und der Autor und Stilguru John Morgan,
- die Schauspieler Sir Squire Bancroft, Sir Herbert Beerbohm Tree, Sebastian Shaw, Terence Stamp, die Schauspielerin Margaret Leighton,

Zahlreiche andere bedeutende Persönlichkeiten wie:
- Max Reinhardt,
- die Architekten Henry Holland, George Basevi, Sir Robert Smirke (Architekt des British Museum),
- der Dirigent Sir Thomas Beecham, der Ideenhistoriker Sir Isaiah Berlin, William Henry Fox Talbot (Pionier der Fotografie), George Cattermole,
- Direktoren der großen Londoner Kunstmuseen (unter anderem Lord Clark und dessen Sohn Alan, der Politiker und Historiker),
- eine lange Reihe von Rektoren und Professoren der Universitäten Oxford und Cambridge,
- Bankiers wie Lord Roll of Ipsden, Direktor der Bank of England,
- John Sholto Douglas, 9. Marquess of Queensberry (Prozessgegner Oscar Wildes),
- Lordkanzler Henry Brougham, 1. Baron Brougham and Vaux, die Politiker John Manners, 7. Duke of Rutland, und Arthur Lee, 1. Viscount Lee of Fareham,
- König Faisal von Saudi-Arabien (als Kronprinz), Baron Philippe de Rothschild, Prinzessin Anne nach ihrer zweiten Heirat,
- Lord Stanley, der im Februar 1863 die ihm angetragene Krone Griechenlands ablehnte – mit den Worten: „Don’t they know I’m going to be the Earl of Derby?“
- Harold Harmsworth, 1. Viscount Rothermere, der Zeitungsmagnat.

Sie alle wohnten im Albany, waren somit Albanians. Die Zeitschrift Country Life stellte zum 200. Jubiläum am 12. Juni 2003 auf ihrer Titelseite lapidar fest: London’s most exclusive address und ließ dabei traditionsreiche Adressen wie Buckingham Palace, 10 Downing Street und Apsley House außer Acht. Schon in einem längeren Artikel aus dem Jahr 1903, in dem der angeblich bevorstehende Abriss des Albany gemeldet wurde, ist von dem most famous apartment house in the world die Rede.
Fast vierzig Jahre befand sich die Redaktion der Literaturzeitschrift The Saturday Review in G 1 bis zu ihrem Verkauf im Jahre 1893. Im folgenden Jahr bezog der renommierte Verlag The Bodley Head dasselbe set. In den 1890er Jahren gingen dort die bedeutendsten in- und ausländischen Literaten ein und aus. Der Verleger John Lane verlegte dort das berühmt-berüchtigte Yellow Book. Im Albany hob schließlich sein Neffe Sir Allen Lane Penguin Books aus der Taufe. Hier – in B4 – „wohnte“ Ernest Worthing in Oscar Wildes The Importance of Being Earnest und später im wirklichen Leben die Schauspielerin Dame Edith Evans, die in ihrer Paraderolle als Lady Bracknell („a handbag?“) in dieser Komödie in Theater und Film große Erfolge feierte.
Hier spielen Dramen des 20. Jahrhunderts, wie E. M. Parsons’ Shades of Albany, das auf der Gartenparty zum 125. Jubiläum spielt, und While the Sun Shines des Albany-Bewohners Sir Terence Rattigan, in dessen Wohnung Laurie Slades Joe & I spielt, Romane des 19. Jahrhunderts von Charles Dickens (Sketches by Boz, Our Mutual Friend), W. M. Thackeray, Trollope (drei Romane), Disraeli und Oscar Wilde (The Picture of Dorian Gray) und des 20. Jahrhunderts von Sir Compton Mackenzie, Virginia Woolf (Jacob's Room), Dorothy L. Sayers, G. K. Chesterton (Father Brown), H. G. Wells, Sir P. G. Wodehouse, Anthony Burgess und mehrere Kurzgeschichten von Sir Arthur Conan Doyle: insgesamt über siebzig fiktionale Werke.
Hier wurden mehrere Filme gedreht, teilweise am Originalschauplatz; mehrmals wurde das Albany in Film- und Fernsehstudios und einem Schlosspark nachgebaut, so zum Beispiel allein für sechs Verfilmungen der in Großbritannien sehr bekannten Abenteuergeschichten des fiktiven Albany-Bewohners A. J. Raffles von E. W. Hornung, dem Schwager Conan Doyles. Drei weitere Autoren verfassten Raffles-Abenteuer, Graham Greene eine Raffles-Komödie, und George Orwell schrieb einen Essay über das Gebäude.

## Lage und Charakteristika
Direkt (östlich) neben der Royal Academy of Arts, im Albany Court Yard, gegenüber der Hofbuchhandlung Hatchards und dem exklusiven Kaufhaus Fortnum & Mason liegt das Albany im Herzen des Westend in Mayfair, angrenzend an den St James’s Palace. Die berühmte London Library am St. James's Square, Europas größte Buchhandlung (Waterstone's Flaggschiff in Piccadilly), die großen Auktionshäuser, Antiquariate, Kunsthandlungen, Museen, Theater und Gentlemen’s Clubs sind nur wenige Gehminuten entfernt.
Durch Einfahrt und Vorhof vom Verkehrslärm verschont, bildet es ein Paradise in Piccadilly, so der Titel eines 1925 erschienenen Buchs des Karikaturisten Harry Furniss über das Albany. Um Peace in Piccadilly (so der Buchtitel von Lady Sheila Birkenheads Standardwerk über das Albany von 1958) zu gewährleisten, gibt es strenge Regeln: keine Immobilienmakler, keine Journalisten, keine kleinen Kinder, keine Tiere, kein schnelles Laufen, kein Pfeifen, kein Fotografieren.
Neubewerber werden nach Einreichen diverser Empfehlungsschreiben einem ausführlichen Bewerbungsgespräch unterzogen. Die Chemie soll stimmen. Da das Interesse das Angebot weit übersteigt, stand zum Beispiel Edward Heath dreizehn Jahre auf der Warteliste. Die Anhänglichkeit von mindestens zwei ehemaligen Bewohnern reichte über den Tod hinaus: Ihre Asche wurde in den beiden Gärten verstreut.

## Klärungen und Trivia
- Bei ihrer Gründung trug die Wohnanlage den schlichten Namen Albany; im Laufe des 19. Jahrhunderts setzte sich The Albany durch. Um 1900 waren die Bewohner überwiegend der Meinung, mit Artikel klinge der Name zu sehr nach Pub. Man legte daher zunehmend Wert auf die ursprüngliche Bezeichnung, die sich bis heute wieder weitgehend eingebürgert hat[4].

- Immer wieder finden sich in der Literatur über das Albany und in fiktionalen Werken die irrigen Aussagen, das Albany sei ein Club, beherberge die ersten serviced flats der Welt, sei „bewirtschaftet“, besäße einen gemeinsamen Speisesaal oder ein Restaurant. Letzteres galt nur für die Jahre 1803–1810.

- Die weit verbreitete Auffassung, dass es nach dem Gründungsdokument Frauen nicht gestattet sei, im Albany zu leben, trifft nicht zu. Es war nur im 19. Jahrhundert selten der Fall, dass Frauen ihren eigenen Hausstand gründeten. Tatsächlich haben Frauen seit den achtziger Jahren des 19. Jahrhunderts im Albany gewohnt.

- Ein weiteres Gerücht: Albany-Bewohner grüßen sich nicht, wenn sie sich im Rope Walk begegnen. Sie grüßen sich sehr wohl.

- Zur Aussprache: Die erste Silbe von Albany wird wie das englische Wort all ausgesprochen.

- Aus Gründen der Diskretion und des Datenschutzes werden in diesem Artikel nur prominente Bewohner erwähnt, die in der Vergangenheit im Albany gewohnt haben.

- In den Jahren 2004–06 entstand die 31 Gemälde umfassende Serie des britischen Künstlers Keith Coventry, Echoes of Albany, die bauliche Details des Albany, Porträts berühmter Bewohner und Ereignisse aus dessen Geschichte thematisiert. Die Bilder wurden 2006 in Einzelausstellungen in Glasgow (Tramway) und London (Fine Art Society) gezeigt.